# La Paz, Santa María Chilchotla
La Paz är en ort i Mexiko.   Den ligger i kommunen Santa María Chilchotla och delstaten Oaxaca, i den sydöstra delen av landet, 280 km sydost om huvudstaden Mexico City. La Paz ligger 1 134 meter över havet och antalet invånare är 103.
Terrängen runt La Paz är bergig västerut, men österut är den kuperad. Runt La Paz är det ganska tätbefolkat, med 139 invånare per kvadratkilometer. Närmaste större samhälle är Barranca Seca, 4,2 km öster om La Paz. I omgivningarna runt La Paz växer i huvudsak städsegrön lövskog.